# Bertrand Guiry
Pour les articles homonymes, voir Guiry.

a Compétitions nationales et continentales officielles uniquement.

Dernière mise à jour le 10 décembre 2022.
Bertrand Guiry, né le 30 juillet 1988 à Perpignan (Pyrénées-Orientales), est un joueur français de rugby à XV. Il évolue au poste de troisième ligne aile.

## Biographie
En 2013, après le départ de Nicolas Mas à Montpellier, le staff technique de Perpignan, composé de Marc Delpoux, Patrick Arlettaz et Giampiero de Carli, a désigné le 3e ligne catalan au poste de capitaine pour la saison 2013-2014.
Il est donc le capitaine de la descente « historique » de l'USAP en Pro D2. Cependant, auteur personnellement d'une bonne saison, il reste en Top 14 puisqu'il signe à l'UBB pour la saison 2014-2015. Après une saison où il dispute 18 matches, dont 12 de Top 14, pour neuf titularisations, dont 4 en championnat, il rejoint le Biarritz olympique en 2015. Il porte le brassard de capitaine à plusieurs reprises à partir de la fin de la saison 2015/2016.
À l'issue de la saison 2018-2019, il s'engage à Provence Rugby pour deux ans.
Sa dernière saison au club provençal, en 2020-2021, marquera la fin de sa carrière sportive, autant pour des raisons médicales et professionnelles et pour des projets familiaux. 
Depuis 2021, il s’est reconverti en tant que masseur-kinésithérapeute, au Pays basque[réf. souhaitée].

## Palmarès
- Vainqueur du championnat de France en 2009